# Virsliga 2004
La Virsliga 2004 fue la 14.ª edición del torneo de fútbol más importante de Letonia desde su independencia de la Unión Soviética y que contó con la participación de 8 equipos.
El Skonto FC gana su título 14 de manera consecutiva.

## Clasificación
| Pos. | Equipo                | Pts. | PJ | G  | E  | P  | GF | GC | Dif. | Clasificación o descenso                      |
| ---- | --------------------- | ---- | -- | -- | -- | -- | -- | -- | ---- | --------------------------------------------- |
| 1    | Skonto (C)            | 69   | 28 | 22 | 3  | 3  | 65 | 18 | +47  | Primera Ronda Clasificatoria Champions League |
| 2    | Liepājas Metalurgs    | 66   | 28 | 21 | 3  | 4  | 85 | 27 | +58  | Primera Ronda Clasificatoria UEFA Cup         |
| 3    | Ventspils             | 55   | 28 | 16 | 7  | 5  | 64 | 28 | +36  | Primera Ronda Clasificatoria UEFA Cup         |
| 4    | Dinaburg              | 36   | 28 | 10 | 6  | 12 | 35 | 36 | −1   | Primera Ronda Intertoto Cup                   |
| 5    | Jūrmala               | 34   | 28 | 8  | 10 | 10 | 30 | 33 | −3   |                                               |
| 6    | Rīga                  | 27   | 28 | 6  | 9  | 13 | 32 | 43 | −11  |                                               |
| 7    | Ditton (D)            | 26   | 28 | 7  | 5  | 16 | 20 | 62 | −42  | Playoff de Descenso                           |
| 8    | Auda/Alberts Rīga (D) | 1    | 28 | 0  | 1  | 27 | 13 | 97 | −84  | Descenso a la Primera Liga de Letonia         |

 Fuente: 

## Partidos
| Local \ Visitante  | AUD  | DIN | DIT | JŪR | MET | RĪG | SKO | VEN |
| ------------------ | ---- | --- | --- | --- | --- | --- | --- | --- |
| Auda/Alberts Rīga  |      | 0–5 | 0–2 | 1–2 | 1–7 | 0–2 | 0–4 | 0–3 |
| Dinaburg           | 2–0  |     | 1–0 | 0–0 | 1–4 | 2–1 | 0–1 | 0–2 |
| Ditton             | 1–0  | 0–4 |     | 1–1 | 0–3 | 0–0 | 0–4 | 0–8 |
| Jūrmala            | 1–1  | 2–0 | 0–2 |     | 0–2 | 1–1 | 0–1 | 1–1 |
| Liepājas Metalurgs | 10–1 | 2–1 | 3–0 | 1–0 |     | 2–1 | 2–3 | 3–4 |
| Rīga               | 2–1  | 1–1 | 1–2 | 1–0 | 0–2 |     | 0–2 | 1–4 |
| Skonto             | 3–0  | 1–1 | 2–0 | 3–2 | 1–0 | 1–0 |     | 1–0 |
| Ventspils          | 2–1  | 1–2 | 0–0 | 3–2 | 0–2 | 1–0 | 0–3 |     |

| Local \ Visitante  | AUD | DIN | DIT | JŪR | MET | RĪG | SKO | VEN |
| ------------------ | --- | --- | --- | --- | --- | --- | --- | --- |
| Auda/Alberts Rīga  |     | 0–3 | 1–2 | 0–1 | 1–6 | 0–4 | 1–6 | 0–6 |
| Dinaburg           | 3–1 |     | 1–0 | 0–1 | 3–0 | 3–3 | 1–2 | 0–2 |
| Ditton             | 4–0 | 2–0 |     | 1–1 | 0–4 | 0–1 | 0–4 | 0–4 |
| Jūrmala            | 2–0 | 0–0 | 4–1 |     | 1–4 | 2–0 | 0–1 | 2–2 |
| Liepājas Metalurgs | 4–1 | 4–0 | 5–1 | 1–1 |     | 2–2 | 3–1 | 4–0 |
| Rīga               | 3–1 | 0–0 | 1–1 | 1–1 | 1–2 |     | 2–4 | 1–3 |
| Skonto             | 2–0 | 3–0 | 6–0 | 0–2 | 1–2 | 4–1 |     | 0–0 |
| Ventspils          | 5–1 | 3–1 | 3–0 | 4–0 | 1–1 | 1–1 | 1–1 |     |

## Playoff de Descenso
Los partidos se jugaron 14 y 17 de noviembre de 2004.
| Equipo 1 | Agr. | Equipo 2 | Ida | Vuelta |
| -------- | ---- | -------- | --- | ------ |
| Venta    | 2–0  | Ditton   | 1–0 | 1–0    |

## Goleadores
| # | Nombre              | Club                  | Goles |
| - | ------------------- | --------------------- | ----- |
| 1 | Aleksandr Katasonov | FK Liepājas Metalurgs | 21    |
| 2 | Viktors Dobrecovs   | FK Liepājas Metalurgs | 18    |
| 3 | Mihails Miholaps    | Skonto FC             | 16    |
| 4 | Gatis Kalniņš       | Skonto FC             | 15    |
| 4 | Vīts Rimkus         | FK Ventspils          | 15    |

## Premios
| Mejor | Nombre               | Club                  |
| ----- | -------------------- | --------------------- |
| ARQ   | Andrejs Piedels      | Skonto FC             |
| DEF   | Mihails Zemļinskis   | Skonto FC             |
| VOL   | Zurab Menteshashvili | Skonto FC             |
| DEL   | Aleksandr Katasonov  | FK Liepājas Metalurgs |